# Туристическое агентство

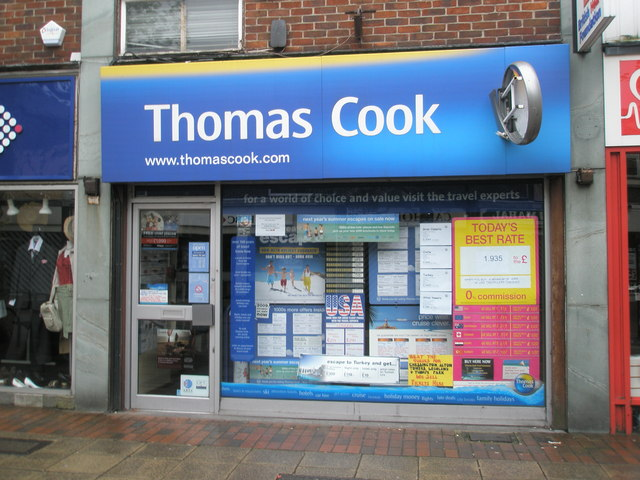
Турагентство Thomas Cook в Великобритании

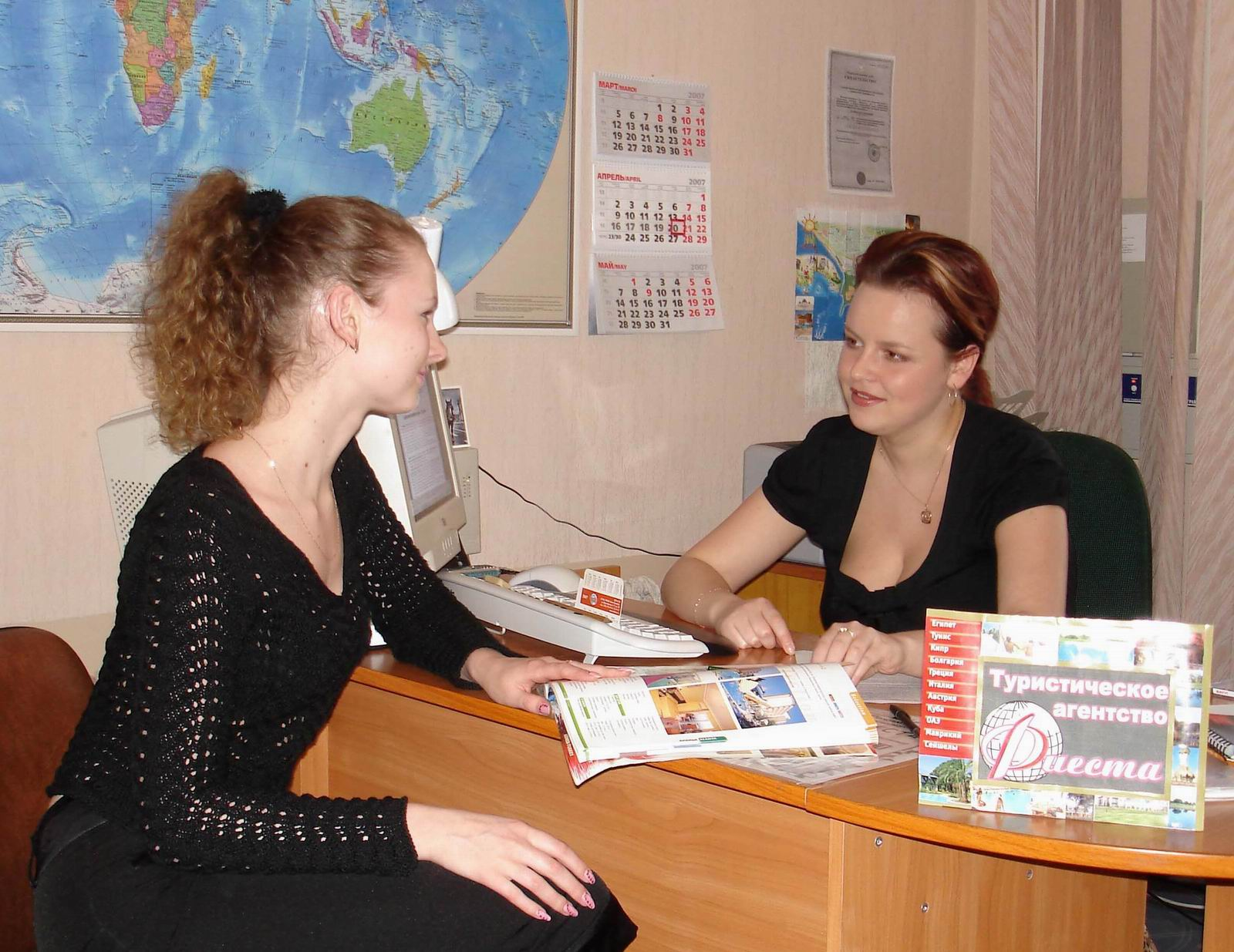
Турагентство в Северодвинске

Тураге́нт — организация или индивидуальный предприниматель, занимающиеся продажей сформированных туроператором туров. Турагент приобретает туры у туроператора и реализует туристский продукт покупателю либо выступает посредником между туристом и туроператором за комиссионное вознаграждение, предоставляемое туроператором. Крупнейшие турагенты объединены в международную ассоциацию IATA.

## Деятельность
Турагенты не владеют средствами обслуживания и выступают посредниками между предприятием туристского обслуживания и покупателем туристской путевки, продвигая и реализуя туристский продукт.
С законодательством, закрепляющим деятельность туристских агентств и туроператоров в Российской Федерации можно ознакомиться на сайте Федерального агентства по туризму.
В России туристический бизнес стал активно развиваться в 1990-х. В 1993 была учреждена Российская ассоциация туристических агентств (РАТА), которая в 2002 была преобразована в Российский союз туриндустрии (РСТ).
Одна из проблем в сфере правового регулирования взаимоотношений между страховыми компаниями и туроператорами заключается в отсутствии законодательного запрета на смену статуса компаний, осуществляющих реализацию туристского продукта конечным потребителям (туристам). Это означает, что компания, реализующая турпродукт, может «перейти» из статуса туроператора в статус турагентства, то есть вместо туроператорской деятельности (по формированию, продвижению и реализации туристского продукта) начать осуществлять турагентскую деятельность (по продвижению и реализации туристского продукта). В силу действующего законодательства, турагент не несет ответственности по страховым полисам, проданным туроператором. Это означает, что на практике не исключена ситуация, когда потребитель (турист) приобретший турпродукт у подобного турагента («бывшего туроператора»), при наступлении страхового случая столкнется с трудностями при получении страхового возмещения.